# Vilma Hugonnai
La comtesse Vilma Hugonnai de Szentgyörgy (née Hugonnai Vilma Jozefa Laura Ilka le 30 septembre 1847 à Nagytétény, Hongrie (aujourd'hui quartier de Budapest) et morte le 25 mars 1922 à Budapest) est la première femme médecin hongroise.

## Biographie
La comtesse Vilma Hugonnai est le cinquième enfant du comte Kálmán Hugonnai et de Riza Pánczély. Elle étudie la médecine à Zurich et obtient son diplôme en 1879. Lorsque Hugonnai revient en Hongrie, elle ne peut y travailler en tant que médecin car l'administration hongroise refuse de reconnaître ses qualifications en raison de son sexe. Elle travaille alors comme sage-femme jusqu'en 1897, date à laquelle les autorités hongroises acceptent finalement son diplôme et où elle peut ouvrir son propre cabinet médical. La première femme à obtenir un diplôme en Hongrie est Sarolta Steinberger trois ans plus tard en 1900. Aucune d'elles n'a été autorisé à pratiquer sans la supervision d'un médecin de sexe masculin jusqu'en 1913.

## Honneurs
L'astéroïde (287693) Hugonnaivilma, découvert par les astronomes hongrois Krisztián Sárneczky et Brigitta Sipőcz à la station Piszkéstető en 2003, porte son nom en sa mémoire. La nomination officielle a été publiée par le Minor Planet Center le 29 août 2015 (M.P.C. 95312).  